# Balen
Balen este o comună din regiunea Flandra din Belgia. Comuna este formată din localitățile Balen și Olmen. Suprafața totală a comunei este de 72,88 km². La 1 ianuarie 2008 comuna avea 20.643 locuitori. 
1. ↑  Totale oppervlakte volgens het Kadasterregister, België, gewesten en provincies (în neerlandeză), Algemene Directie Statistiek[*]